# Авл Семпроний Азеллион
Авл Семпро́ний Азеллио́н (лат. Aulus Sempronius Asellio; умер в 89 году до н. э., Рим, Римская республика) — римский политический деятель из плебейского рода Семпрониев Азеллионов, претор 89 года до н. э. Был убит до истечения полномочий из-за попыток урегулировать долговой кризис.

## Биография
Авл Семпроний принадлежал к знатному плебейскому роду, представители которого занимали высшие должности Римской республики начиная с III века до н. э. Более детально его происхождение неизвестно. Существует гипотеза, что отцом Авла был историк Семпроний Азеллион.
Преномен Азеллиона называет только один античный автор — эпитоматор Тита Ливия.
Надёжные сведения об Авле Семпронии в сохранившихся источниках относятся только ко времени его претуры (89 год до н. э.). О предыдущих этапах его карьеры точно ничего не известно. При этом сохранились отчеканенные в римской Македонии тетрадрахмы, чья легенда содержит имя квестора — Aesillas. В историографии нет единого мнения о времени чеканки и о личности Aesillas’а. Согласно одной из гипотез, речь должна идти о периоде между 93 и 86 годами до н. э.; в этом случае квестором мог быть Авл Семпроний Азеллион, исполнявший свои обязанности при пропреторе Луции Юлии Цезаре. Последний в 91 году до н. э. поддержал народного трибуна Марка Ливия Друза, выступившего с программой реформ, и в числе децемвиров, занимавшихся разделом земли между беднейшими гражданами в рамках одного из преобразований, по-видимому, был один из Азеллионов. Сохранившийся источник содержит только обрывок когномена — ellio; это мог быть Авл либо его сородич Луций Семпроний Азеллион, занимавший должность претора в 90-е годы до н. э.
В 89 году до н. э. Авл Семпроний был городским претором (praetor urbanus). В это время шла Союзническая война, и социально-экономическая ситуация в Риме была крайне сложной. Кредиторы начали требовать от своих должников уплаты долгов с процентами, а те апеллировали к старинному закону, запрещавшему ростовщичество. Согласно Аппиану, Азеллион посоветовал сторонам конфликта обратиться в суд, чтобы разобраться в противоречии между законом и обычаем; по данным эпитоматора Тита Ливия, он сам творил суд по этим вопросам, причём принимал решения в пользу должников. Недовольные этим кредиторы решили убить претора. Когда Авл приносил жертвы Диоскурам на Форуме, из толпы в него полетели камни; он бросился бежать в храм Весты, не смог попасть туда и спрятался в какой-то гостинице, но его там нашли и закололи.
Убийство претора при исполнении им должностных обязанностей было очень серьёзным преступлением. Сенат назначил награду за любую информацию об убийцах: для свободных деньги, для рабов — свободу, для соучастников — прощение. Тем не менее преступников не нашли.

## В художественной литературе
Гибель Авла Семпрония описана в романе австралийской писательницы Колин Маккалоу «Венец из трав» («Битва за Рим»).